# 보이스 (2021년 영화)
《보이스》는 2021년에 개봉한 대한민국의 영화이다.

## 캐스팅
- 변요한: 한서준 역 - 본작의 주인공. 주인공이자 전직 형사.
- 김무열: 곽동팔 / 곽프로 역 - 본작의 메인 빌런이자 최종 보스. 서준과 대적하는 보이스피싱 업계 조직의 기획실 총책.
- 김희원: 이규호 역 - 본작의 서브 주인공. 서울지방경찰청 지능범죄수사대 팀장.
- 박명훈: 천 본부장 역 - 중국의 선양시 보이스피싱 최대 조직의 관리 담당.
- 이주영: 깡칠 역 - 서준이 형사 시절 알고 지내던 해커.
- 조재윤: 덕팔 역 - 깡칠이 슈킹한 돈을 받아내려는 조폭.
- 이규성: 막내 보이스 역 - 본작의 서브 빌런이자 중간 보스.
- 이운산: 관리부장 역
- 옥자연: 지능형사 1 역
- 윤종석: 지능형사 2 역
- 성도현: 지능형사 3 역
- 조현식: 보이스 1 역
- 윤병희: 보이스 2 역
- 김가영: 보이스 3 역
- 홍경: 취준생 역
- 문동혁: 부산 모집책 문신남 역
- 리민: 장씨 역
- 원진아: 강미연 역 (특별출연)
- 최병모: 박동석 역 (특별출연)
- 손종학: 현장소장 역 (특별출연)
- 민성욱: 장경필 역 (특별출연)
- 손병호: 황사장 역 (특별출연)
- 기주봉: 조회장 역 (특별출연)
- 차순배: 경찰서장 역 (특별출연)
- 이주승: 황경일 역할

## 참고 사항
- SBS 일일 드라마 《아내가 돌아왔다》의 한강수, 그리고 이 작품의 김무열의 대표적인 악역이다.
- 김무열, 문동혁, 차순배는 영화 《악인전》 이후로 3개월만에 재회하는 작품이다.